# Csipkerek
Csipkerek é um município da Hungria, situado no condado de Vas. Tem 13,13 km² de área e sua população em 2015 foi estimada em 326 habitantes.